# POWER6
POWER6（パワーシックス）は、2007年からIBMが設計・製造したPower Architectureベースの64ビットマイクロプロセッサ。POWER6+（パワーシックスプラス）はその改良版。

## 概要
POWER6はIBMが開発したマイクロプロセッサで、Power ISA v.2.03の実装である。2007年にリリースされ、IBMのフラッグシップのPowerマイクロプロセッサとしてPOWER5+の後継となった。また、IBMのサーバーハードウェアの統合を目的とする eCLipz (enhanced Core Logic for iSeries, pSeries and zSeries)プロジェクトの一部でもある。
POWER5からの主な改良点は、ベクトル演算(ViVA-2)、十進浮動小数演算、ソフトエラー回避機能などである。一部を除き複雑なアウト・オブ・オーダー実行方式から単純なイン・オーダー実行方式に変更することで消費電力の低減と動作周波数の向上をしている。

## 仕様
- 65nm / 341mm2 SOI 銅配線 プロセステクノロジー
- Power Architecture デュアルコア
- 3.5GHz - 4.7GHz - 5.0GHz (POWER6+)
- 32ビット ALU
- 64ビット FPU
- DFU （Decimal Floationg-Point Unit、10進浮動小数点演算）
- L1 キャッシュ（命令/データ） 64KB/64KB
- L2 キャッシュ 8MB（コアごとに4MB）
- L3 キャッシュ 36MB（DCM、MCM、QCM上）
- I/Oバス GX+/GX++

## 歴史

### POWER6
POWER6は2006年2月のInternational Solid-State Circuits Conference (ISSCC)で説明され、詳細は2006年10月の Microprocessor Forum と、2007年2月の次のISSCCで追加説明された。公式な発表は2007年5月21日である。2007年6月8日にリリースされ、そのクロックスピードは3.5GHz、4.2GHz、4.7GHzであったが、IBMは6GHzに達するプロトタイプに言及した。POWER6が最初にシリコンに届いたのは2005年中頃で、2008年3月に5.0GHzに達し、POWER6+となった。

### POWER6+
POWER6+はPOWER6の改良版で2009年4月に発表されたが、2008年10月からPower 560および 570に搭載されて出荷されていた。POWER6+は5.0GHzまでのクロックが可能で、IBMのメインフレームプロセッサからの技術であるセキュアなメモリーパーティション（アドレス空間）のためのメモリーキーが8つ追加された。

## 参照
1. ↑  “A Mainframe Roadmap”.  Isham Research. 2005年6月15日閲覧。
2. ↑  Microprocessor Forum 2006 Fall
3. ↑  IBM Unleashes World's Fastest Chip in Powerful New Computer
4. ↑  “IBM POWER system hardware”.   [IBM]. 2008年10月9日閲覧。
5. ↑  “IBM's Power6 Processors to Hit 5.6GHz”.  The Register. 2006年2月7日閲覧。
6. ↑  “IBM's Power6 Gets First Silicon as Power5+ Looms”.  IT Jungle. 2005年8月22日閲覧。
7. ↑  “IBM smacks rivals with 5.0GHz Power6 beast”.  The Register. 2008年10月12日閲覧。
8. ↑  “IBM Power Systems Announcement Overview”.  IBM (2009年4月28日). 2009年8月16日閲覧。

### 推奨
- POWER Roadmap, IBM, Oct 2006
- IBM POWER6 Reliability, IBM, Nov 2007
- IBM POWER6 microprocessor physical design and design methodology, IBM, Nov 2007
- EnergyScale for IBM POWER6 microprocessor based systems, IBM, Nov 2007
- System power management support in the IBM POWER6 microprocessor, IBM, Nov 2007
- IBM POWER6 microarchitecture, IBM, Nov 2007
- IBM POWER6 SRAM arrays, IBM, Nov 2007
- IBM POWER6 accelerators: VMX and DFU, IBM, Nov 2007
- "POWER: The Sixth Generation". (30 October 2006). Microprocessor Report.